# Afrodite, dea dell'amore
Afrodite, dea dell'amore è un film del 1958, diretto da Mario Bonnard.

## Trama
Antigono, arconte di Corinto, vuole tagliare la montagna per realizzare il famoso istmo ma vuole anche costruire un grandioso tempio dedicato alla dea Afrodite. I cittadini vengono quindi oppressi da nuove e ingenti tasse.
Lo scultore Demetrio per realizzare il volto della dea sceglie Diala, una schiava ambiziosa che mira a sedurre Antigono, ma si innamora di un'altra schiava, la cristiana Lerna.
Con l'arrivo della peste il popolo è sempre più scontento e Antigono ha gioco facile accusando i cristiani che vengono subito arrestati e condannati a morte.
Le milizie romane arrivano per ristabilire l'ordine e salvando i due innamorati Demetrio e Lerna.